# Unión de Juventudes por el Socialismo
La Unión de Juventudes por el Socialismo (UJS), es una organización juvenil argentina fundada el 10 de diciembre de 1972 por miembros de Política Obrera, antiguo nombre del Partido Obrero que años más tarde sería prohibido por la dictadura cívico militar. Desde entonces es la organización que aglutina a la juventud militante de ese partido.

## Historia

### Antecedentes
La intervención de la entonces Política Obrera entre la juventud, especialmente en la estudiantil comienza en 1967, con la fundación de la Tendencia Estudiantil Revolucionaria Socialista (TERS).

### Orígenes
La UJS fue fundada al finalizar el Primer congreso de la Tendencia Estudiantil Revolucionaria Socialista (TERS) y los Círculos Barriales de la Juventud (CBJ) que se desarrolló durante el 9 y 10 de diciembre de 1972 en la Facultad de Arquitectura de la Universidad Nacional de Córdoba. El Congreso contó con 1 000 asistentes, más de 50 intervenciones y la participación de 300 delegados que participaban, a su vez, del Congreso de la Federación Universitaria de Córdoba.
Entre los objetivos fundacionales merece destacarse el de «implantar la organización en las fábricas, entre los jóvenes proletarios, porque es allí donde se encuentra la raíz del verdadero movimiento revolucionario déla juventud» ratificando lo resuelto un año antes por una Conferencia de la TERS: la constitución de un medio organizativo "proletario, clasista y de masas para la juventud". Con esta concepción Política Obrera buscó la delimitación con la política juvenil de las tres corrientes políticas activas en la época: el reformismo que "separan a la juventud trabajadora de la intelectual, el nacionalismo burgués que "renuncia a organizar a la juventud en las fábricas para no  minar el control de la burocracia  sindical, y promueve una organización socialmente amorfa en los barrios" y, finalmente, de los llamados "socialistas puros o ultraizquierdistas" que "rechazan la idea de la organización revolucionaria de la  juventud".
Entre 2001 y 2019 dirigió la Federación Universitaria de Buenos Aires (FUBA) formando frentes con distintos agrupamientos de izquierda y centroizquierda como La Mella (Patria Grande), La Cámpora y Nuevo Encuentro y participa activamente de las diversas federaciones y coordinadora estudiantiles de todo el país y niveles educativos.

### Experiencia del Frente de Estudiantes en Lucha (FEL) en los Preuniversitarios
En la Escuela Superior de Comercio Carlos Pellegrini, el Frente de Estudiantes en Lucha (FEL), una agrupación estudiantil por entonces perteneciente a la Unión de Juventudes por el Socialismo (UJS) y al Partido Obrero, tuvo un rol destacado. Desde mediados de la década del 2000, esta agrupación lideró el Centro de Estudiantes en varias oportunidades, consolidándose como una fuerza importante dentro de la institución. Su liderazgo se caracterizó por la lucha por la democratización, y una escuela gobernada por trabajadores y estudiantes, alineada con los principios de la UJS y el Partido Obrero de ese entonces. 
Paralelamente, en 2007, el FEL ganó las elecciones del Centro de Estudiantes del Colegio Nacional de Buenos Aires (CNBA). Durante su conducción del CENBA, el FEL impulsó el proceso de lucha por la democratización de la institución, promoviendo el cogobierno entre estudiantes, docentes y no docentes. Este período de movilización estudiantil culminó en la creación del Consejo Resolutivo del colegio, marcando un hito importante en la historia del movimiento estudiantil secundario en Argentina.
En 2009 parte del grupo fundador del FEL fue expulsado del PO y, por ende, la UJS creo otras agrupaciones estudiantiles.